# Sînoșciokî, Mirhorod
Sînoșciokî (în ucraineană Синьощоки) este un sat în comuna Ostapivka din raionul Mirhorod, regiunea Poltava, Ucraina.

## Demografie
Componența lingvistică a localității Sînoșciokî
     Ucraineană (100%)
Conform recensământului din 2001, toată populația localității Sînoșciokî era vorbitoare de ucraineană (100%).